# Steven Luštica
Steven Luštica (ur. 12 kwietnia 1991 w Canberze) – australijski piłkarz chorwackiego pochodzenia, występujący na pozycji pomocnika. Od 2013 jest zawodnikiem Adelaide United.

## Kariera klubowa
Jest wychowankiem klubu Gold Coast United. W 2011 roku trafił do Hajudka Split. W rozgrywkach Prva HNL zadebiutował 13 sierpnia 2011 roku w meczu przeciwko Istrii Pula (3:0). W rundzie wiosennej sezonu 2011/2012 przebywał na wypożyczeniu w NK Dugopolje. W 2013 roku był najpierw wypożyczony do Brisbane Roar, a następnie odszedł do Adelaide United.

## Kariera reprezentacyjna
Luštica występował w młodzieżowej reprezentacji Australii. Rozegrał w niej 21 meczów, w których zdobył 3 gole.